# Mexilhoeira Grande
Mexilhoeira Grande es una freguesia portuguesa del concelho de Portimão, con 88,41 km² de superficie y 3.598 habitantes (2001). Su densidad de población es de 40,7 hab/km².